# Liste des épisodes de Dr House

Cet article recense la liste des 177 épisodes de la série télévisée Dr House.

## Panorama des saisons
| Saison | Saison | Épisodes | Diffusion         | Diffusion     | Date de sortie en DVD | Date de sortie en DVD | Date de sortie en DVD | Date de sortie en Blu-ray | Date de sortie en Blu-ray | Date de sortie en Blu-ray |
| Saison | Saison | Épisodes | Début de saison   | Fin de saison | Région 1              | Région 2              | Disques               | Région A                  | Région B                  | Disques                   |
| ------ | ------ | -------- | ----------------- | ------------- | --------------------- | --------------------- | --------------------- | ------------------------- | ------------------------- | ------------------------- |
|        | 1      | 22       | 16 novembre 2004  | 24 mai 2005   | 30 août 2005          | 27 février 2006       | 6                     | NC                        | NC                        | NC                        |
|        | 2      | 24       | 13 septembre 2005 | 23 mai 2006   | 22 août 2006          | 23 octobre 2006       | 6                     | NC                        | NC                        | NC                        |
|        | 3      | 24       | 5 septembre 2006  | 29 mai 2007   | 21 août 2007          | 19 novembre 2007      | 6                     | NC                        | NC                        | NC                        |
|        | 4      | 16       | 25 septembre 2007 | 19 mai 2008   | 19 août 2008          | 27 octobre 2008       | 4                     | NC                        | NC                        | NC                        |
|        | 5      | 24       | 16 septembre 2008 | 11 mai 2009   | 25 août 2009          | 5 octobre 2009        | 6                     | NC                        | NC                        | NC                        |
|        | 6      | 22       | 21 septembre 2009 | 17 mai 2010   | 31 août 2010          | 21 juin 2011          | 6                     | 31 août 2010              | 21 juin 2011              | 5                         |
|        | 7      | 23       | 20 septembre 2010 | 23 mai 2011   | 30 août 2011          | 30 mai 2012           | 6                     | 30 septembre 2011         | 30 mai 2012               | 5                         |
|        | 8      | 22       | 3 octobre 2011    | 21 mai 2012   | 30 août 2012          | 16 avril 2013         | 6                     | 3 septembre 2013          | 16 avril 2013             | 5                         |

## Première saison (2004-2005)
1. Les Symptômes de Rebecca Adler (Pilot - Everybody Lies)
2. Test de paternité (Paternity)
3. Cherchez l’erreur (Occam’s Razor)
4. Panique à la maternité (Maternity)
5. L’erreur est humaine (Damned If You Do)
6. Une mère à charge (The Socratic Method)
7. Question de fidélité (Fidelity)
8. Empoisonnement (Poison)
9. Vivre ou laisser mourir (DNR)
10. L'Histoire d'une vie (Histories)
11. À bout de nerfs (Detox)
12. Rencontre sportive (Sports Medicine)
13. Le Mauvais Œil (Cursed)
14. Changement de direction (Control)
15. Un témoin encombrant (Mob Rules)
16. Symptômes XXL (Heavy)
17. Double Discours (Role Model)
18. Sacrifices (Babies & Bathwater)
19. En plein chaos (Kids)
20. Des maux d'amour (Love Hurts)
21. Cours magistral (Three Stories)
22. Le Choix de l'autre (The Honeymoon)

## Deuxième saison (2005-2006)
Le 4 mars 2005, la série a été renouvelée pour une deuxième saison. Elle a été diffusée du 13 septembre 2005 au 23 mai 2006 sur le réseau Fox.
1. Peine de vie (Acceptance)
2. Leçon d'espoir (Autopsy)
3. Culpabilité (Humpty Dumpty)
4. Être ou paraître (TB or Not TB)
5. Fils à papa / Devine qui vient dîner (Daddy's Boy)
6. La Course au mensonge (Spin)
7. Partie de chasse (Hunting)
8. L’Erreur / Erreur médicale (The Mistake)
9. Faux-Semblants (Deception)
10. Problèmes de communication (Failure to Communicate)
11. Désirs illusoires (Need to Know)
12. Casse-Tête (Distractions)
13. Confusion des genres (Skin Deep)
14. Maladies d'amour (Sex Kills)
15. Bonheur conjugal (Clueless)
16. Protection rapprochée (Safe)
17. Douze Ans après (All In)
18. Insomnies (Sleeping Dogs Lie)
19. House contre Dieu (House vs. God)
20. De l’autre côté (Euphoria – Part 1)
21. Au suivant… (Euphoria – Part 2)
22. À la vie, à la mort (Forever)
23. De père inconnu (Who's Your Daddy)
24. House à terre (No Reason)

## Troisième saison (2006-2007)
Elle a été diffusée du 5 septembre 2006 au 29 mai 2007.
1. Retour en force (Meaning)
2. La vérité est ailleurs (Cane & Able)
3. Marché conclu (Informed Consent)
4. Dans les yeux (Lines in the Sand)
5. L'Amour de sa vie (Fools For Love)
6. Que sera sera (Que Sera Sera)
7. 24 Heures pour vivre et mourir (Son of Coma Guy)
8. Jeux d’enfants (Whack-A-Mole)
9. Rendez-vous avec Judas (Finding Judas)
10. Acceptera… ou pas ? (Merry Little Chrismas)
11. Cœurs brisés (Words & Deeds)
12. De pièces en pièces (One Day, One Room)
13. Une aiguille dans une botte de foin (Needle in a Haystack)
14. Sans peur et sans douleur (Insensitive)
15. Demi-Prodige (Half-Wit)
16. L'Homme de ses rêves (Top Secret)
17. L'Enfant Miroir (Fetal Position)
18. Y a-t-il un médecin dans l’avion ? (Airborne)
19. Poussées d'hormones (Act Your Age)
20. Mauvaises Décisions (House Training)
21. Deux Frères (Family)
22. Démission… (Resignation)
23. Le Petit Con (The Jerk)
24. Dernier Espoir (Human Error)

## Quatrième saison (2007-2008)
Le 16 février 2007, la série a été renouvelée pour une quatrième saison. Elle a été diffusée du 25 septembre 2007 au 19 mai 2008. À la suite de la grève des scénaristes américains, la quatrième saison ne comprend que seize épisodes au lieu des vingt-quatre initialement prévus.
1. La Corde sensible / Tout seul (Alone)
2. La Tête dans les étoiles / Le Boulot de ses rêves (The Right Stuff)
3. 97 secondes (97 Seconds)
4. Esprit frappeur / Les Revenants (Guardian Angels)
5. Le Syndrome du miroir / Miroir, Miroir (Mirror, Mirror)
6. Espion et Mensonge / En mission spéciale (Whatever It Takes)
7. La Belle et la Bête / Trop belle, Trop bête ? (Ugly)
8. Les Dessous des cartes / La Part de mystère (You Don't Want to Know)
9. Les jeux sont faits (Games)
10. Pieux Mensonge / La Vérité, rien que la vérité ? (It's a Wonderful Lie)
11. Celle qui venait du froid (Frozen)
12. Changement salutaire / Virage à 180° (Don't Ever Change)
13. Trop gentil pour être vrai (No More Mr. Nice Guy)
14. Pour l'amour du soap (Living the Dream)
15. Dans la tête de House… (House's Head)
16. … Dans le cœur de Wilson (Wilson's Heart)

## Cinquième saison (2008-2009)
Elle a été diffusée du 16 septembre 2008 au 11 mai 2009.
1. Parle avec lui (Dying Changes Everything)
2. Cancer es-tu là ? (Not Cancer)
3. Flou artistique (Adverse Events)
4. L'Origine du mal (Birthmarks)
5. La Vie privée de n° 13 (Lucky Thirteen)
6. Rêves éveillés (Joy)
7. Consultation à domicile (The Itch)
8. Un vent d'indépendance (Emancipation)
9. Un diagnostic ou je tire / Prise d'otages (Last Resort)
10. Manger Bouger (Let Them Eat Cake)
11. Le Divin Enfant (Joy to the World)
12. Sans douleur / Le Grand Mal (Painless)
13. Gros Bébé / Le Petit Paradis (Big Baby)
14. Prises de risques / À la recherche du bonheur (The Greater Good)
15. Crises de foi (Unfaithful)
16. Un peu de douceur / La Face cachée (The Softer Side)
17. Je dis tout ce que je pense / L'Hypocrite heureux (The Social Contract)
18. Appelons un chat un chat / Un chat est un chat (Here Kitty)
19. Enfermé de l'intérieur / Je suis vivant ! (Locked In)
20. Il n'y a rien à comprendre / Simple Explication (Simple Explanation)
21. En perdition / Quand le doute s'installe (Saviors)
22. Ce qui est réel ou non / House divisé (House Divided)
23. Sous l'apparence / Écorchés vifs (Under My Skin)
24. La Stratégie de l'inconscient / Parle avec elle (Both Sides Now)

## Sixième saison (2009-2010)
Lors de l’annonce officielle de sa grille de rentrée, la Fox a renouvelé la série pour une sixième saison, diffusée du 21 septembre 2009 au 17 mai 2010.
1. Toucher le fond (Broken – Part 1)
2. Et refaire surface (Broken – Part 2)
3. Comme un chef (Epic Fail)
4. Le Serment d'Hippocrate (The Tyrant)
5. L'argent ne fait pas le bonheur (Instant Karma)
6. Le Cœur du problème (Brave Heart)
7. Les Mots pour ne pas le dire (Known Unknowns)
8. Classé X (Teamwork)
9. Heureux les ignorants (Ignorance Is Bliss)
10. L'Ami de Wilson (Wilson)
11. Brouillages / Vies secrètes (The Down Low)
12. Absence de conscience / La Diabolique (Remorse)
13. Passage à l'offensive / Pourquoi tant de haine ? (Moving the Chains)
14. 16 Heures dans la vie d'une femme / Wonder Cuddy (5 to 9)
15. Lecture pour tous / Relations virtuelles (Private Lives)
16. Trou noir / La Symbolique des rêves (Black Hole)
17. Personne ne bouge ! (Lockdown)
18. Amour courtois (Knight Fall)
19. Permis de tromper (Open and Shut)
20. Le Copain d'avant (The Choice)
21. Ça va bien et vous ? (Baggage)
22. Sauvez-moi (Help Me)

## Septième saison (2010-2011)
Le 14 mai 2010, la Fox a annoncé officiellement le renouvellement de la série pour une septième saison de vingt-deux épisodes. Elle a été diffusée du 20 septembre 2010 au 23 mai 2011.
Toutefois, Greg Yaitanes, l'un des producteurs, a annoncé le 12 janvier 2011 que la Fox avait décidé de commander un épisode supplémentaire, pour un total prévu de vingt-trois épisodes.
1. On fait quoi maintenant ? (Now What?)
2. Égoïste (Selfish)
3. Comme dans un livre (Unwritten)
4. Le Message du massage (Massage Therapy)
5. House-Sitter (Unplanned Parenthood)
6. La Petite Dernière (Office Politics)
7. En quarantaine (A Pox on Our House)
8. Chacun sa croix (Small Sacrifices)
9. Le Héros du jour (Larger Than Life)
10. La Carotte ou le Bâton (Carrot or Stick)
11. Médecin de famille (Family Practice)
12. Apprendre à oublier (You Must Remember This)
13. Comme à l'école (Two Stories)
14. Les temps sont durs (Recession Proof)
15. Comme dans un mauvais film... (Bombshells)
16. Passer le cap (Out Of The Chute)
17. Stupeur et Consternation (Fall From Grace)
18. Mise au jour (The Dig)
19. Enfreindre les règles (Last Temptation)
20. La Mécanique de l'espoir (Changes)
21. Le Cobaye (The Fix)
22. Opérations maison (After Hours)
23. Passer à autre chose (Moving On)

## Huitième saison (2011-2012)
Le 10 mai 2011, la Fox a annoncé officiellement le renouvellement de la série pour une huitième saison. Le réalisateur Greg Yaitanes a par la suite confirmé que celle-ci compterait 22 épisodes.
Une semaine plus tard, à la suite de la décision de la Fox de revoir le salaire de certains des acteurs de la série, Lisa Edelstein annonce qu'elle ne reviendra pas. Le 9 février 2012, Hugh Laurie et les producteurs de la série annoncent que la huitième saison serait la dernière. Elle a été diffusée du 3 octobre 2011 au 21 mai 2012.
1. 5 Jours à tirer (Twenty Vicodin)
2. Second Souffle (Transplant)
3. Altruisme extrême (Charity Case)
4. Placements à risque (Risky Business)
5. De confessions en confessions (The Confession)
6. Les Papas flingueurs (Parents)
7. Remuer la Poussière (Dead & Buried)
8. Tous Paranos (Perils of Paranoia)
9. Oubli de soi (Better Half)
10. La Fugueuse (Runaways)
11. La Faute de personne (Nobody's Fault)
12. Un sens à ma vie (Chase)
13. La Place de l'homme (Man of the House)
14. L'amour est aveugle (Love Is Blind)
15. Pour l'honneur (Blowing the Whistle)
16. Jeux de brutes (Gut Check)
17. Poupées d'amour (We Need the Eggs)
18. Terreurs nocturnes (Body and Soul)
19. Double Dose (The C Word)
20. Post Mortem (Post Mortem)
21. Cinq Mois sur Terre (Holding On)
22. Tout le monde meurt (Everybody Dies)